# Lézigné
Lézigné est une ancienne commune française située dans le département de Maine-et-Loire, en région Pays de la Loire, devenue le 1er janvier 2019 une commune déléguée de la commune nouvelle de Huillé-Lézigné.

## Géographie
Commune angevine du pays Baugeois, Lézigné se situe en rive gauche du Loir (rivière), sur la route D 135, Huillé, à proximité de l'autoroute A11 (Le Mans - Angers).

## Histoire
Lézigné fusionne avec Huillé en janvier 2019, créant la commune nouvelle de Huillé-Lézigné.

## Politique et administration

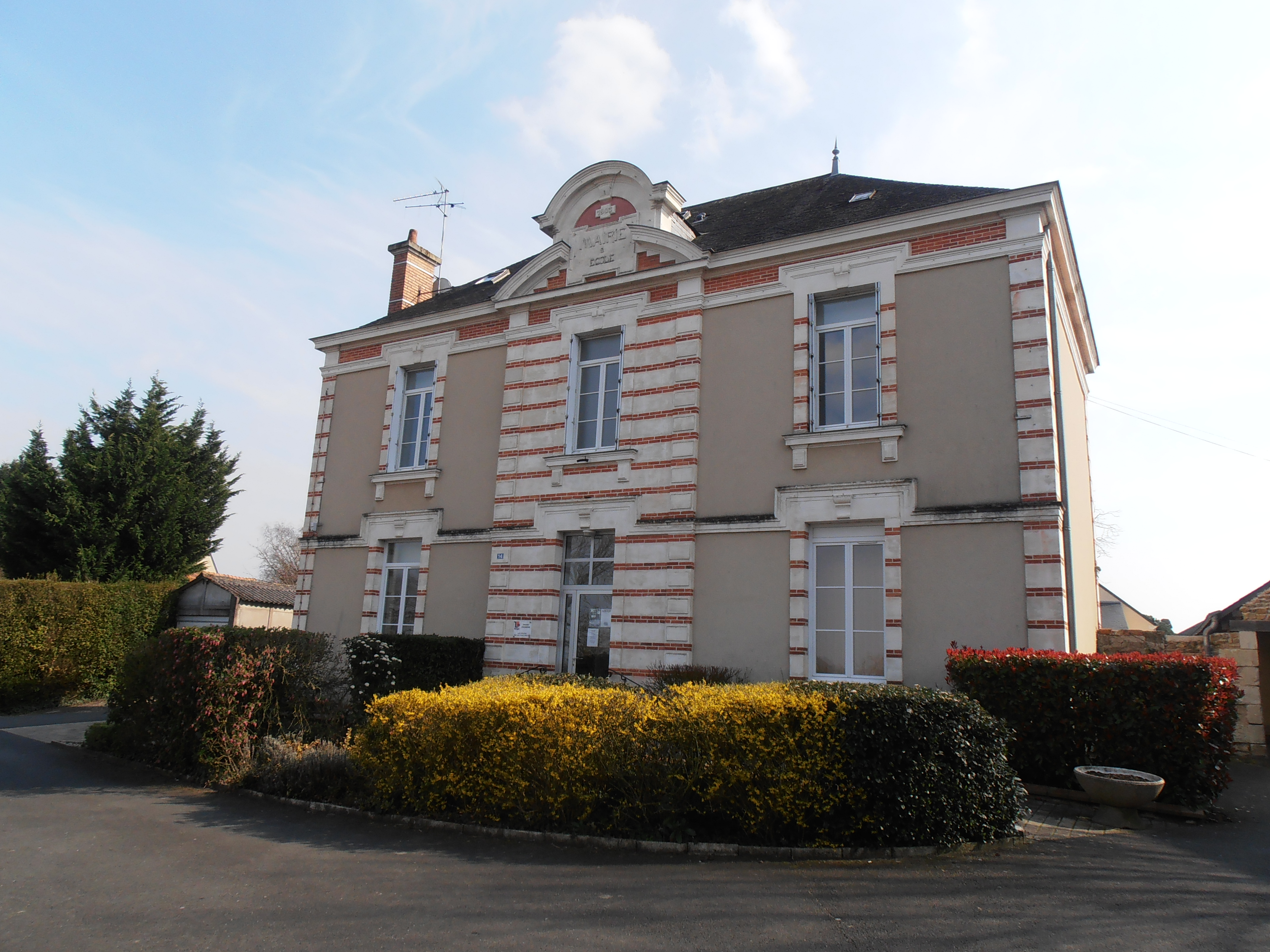
Mairie de Lézigné

### Administration municipale

#### Administration actuelle
Depuis le 1er janvier 2019, Lézigné constitue une commune déléguée au sein de la commune nouvelle de Huillé-Lézigné et dispose d'un maire délégué.
| Période      | Période  | Identité     | Étiquette | Qualité |
| ------------ | -------- | ------------ | --------- | ------- |
| janvier 2019 | En cours | Henri Lebrun |           |         |

#### Administration ancienne
| Période                                  | Période       | Identité      | Étiquette | Qualité |
| ---------------------------------------- | ------------- | ------------- | --------- | ------- |
| mars 2001                                | décembre 2018 | Henri Lebrun, |           |         |
| Les données manquantes sont à compléter. |               |               |           |         |

### Intercommunalité
Avant la fusion au sein d'Huillé-Lézigné, la commune est membre de la communauté de communes du Loir, elle-même membre du syndicat mixte Pays Loire-Angers.

## Population et société

### Évolution démographique
L'évolution du nombre d'habitants est connue à travers les recensements de la population effectués dans la commune depuis 1793. Pour les communes de moins de 10 000 habitants, une enquête de recensement portant sur toute la population est réalisée tous les cinq ans, les populations de référence des années intermédiaires étant quant à elles estimées par interpolation ou extrapolation. Pour la commune, le premier recensement exhaustif entrant dans le cadre du nouveau dispositif a été réalisé en 2008.

En 2016, la commune comptait 768 habitants, en évolution de +6,82 % par rapport à 2010 (Maine-et-Loire : +2,12 %, France hors Mayotte : +2,11 %).
| 1793 | 1800 | 1806 | 1821 | 1831 | 1836 | 1841 | 1846 | 1851 |
| ---- | ---- | ---- | ---- | ---- | ---- | ---- | ---- | ---- |
| 423  | 536  | 563  | 613  | 611  | 663  | 617  | 622  | 585  |

| 1856 | 1861 | 1866 | 1872 | 1876 | 1881 | 1886 | 1891 | 1896 |
| ---- | ---- | ---- | ---- | ---- | ---- | ---- | ---- | ---- |
| 618  | 647  | 622  | 594  | 572  | 575  | 604  | 555  | 469  |

| 1901 | 1906 | 1911 | 1921 | 1926 | 1931 | 1936 | 1946 | 1954 |
| ---- | ---- | ---- | ---- | ---- | ---- | ---- | ---- | ---- |
| 471  | 511  | 477  | 422  | 465  | 466  | 462  | 543  | 504  |

| 1962 | 1968 | 1975 | 1982 | 1990 | 1999 | 2006 | 2008 | 2013 |
| ---- | ---- | ---- | ---- | ---- | ---- | ---- | ---- | ---- |
| 528  | 538  | 567  | 640  | 583  | 634  | 700  | 719  | 770  |

| 2016 | - | - | - | - | - | - | - | - |
| ---- | - | - | - | - | - | - | - | - |
| 768  | - | - | - | - | - | - | - | - |

### Pyramide des âges
La population de la commune est relativement jeune. Le taux de personnes d'un âge supérieur à 60 ans (16,8 %) est en effet inférieur au taux national (21,8 %) et au taux départemental (21,4 %).
Contrairement aux répartitions nationale et départementale, la population masculine de la commune est supérieure à la population féminine (51 % contre 48,7 % au niveau national et 48,9 % au niveau départemental).
La répartition de la population de la commune par tranches d'âge est, en 2008, la suivante :
- 51 % d’hommes (0 à 14 ans = 23,4 %, 15 à 29 ans = 16,9 %, 30 à 44 ans = 25,1 %, 45 à 59 ans = 19,9 %, plus de 60 ans = 14,7 %) ;
- 49 % de femmes (0 à 14 ans = 20,5 %, 15 à 29 ans = 20,5 %, 30 à 44 ans = 20,5 %, 45 à 59 ans = 19,6 %, plus de 60 ans = 19,1 %).

| Hommes | Classe d’âge | Femmes |
| ------ | ------------ | ------ |
| 0,0    | 90 ans ou +  | 0,3    |
| 5,4    | 75 à 89 ans  | 5,4    |
| 9,3    | 60 à 74 ans  | 13,4   |
| 19,9   | 45 à 59 ans  | 19,6   |
| 25,1   | 30 à 44 ans  | 20,5   |
| 16,9   | 15 à 29 ans  | 20,5   |
| 23,4   | 0 à 14 ans   | 20,5   |

| Hommes | Classe d’âge | Femmes |
| ------ | ------------ | ------ |
| 0,4    | 90 ans ou +  | 1,1    |
| 6,3    | 75 à 89 ans  | 9,5    |
| 12,1   | 60 à 74 ans  | 13,1   |
| 20,0   | 45 à 59 ans  | 19,4   |
| 20,3   | 30 à 44 ans  | 19,3   |
| 20,2   | 15 à 29 ans  | 18,9   |
| 20,7   | 0 à 14 ans   | 18,7   |

## Économie
Sur 42 établissements présents sur la commune à fin 2010, 24 % relevaient du secteur de l'agriculture (pour une moyenne de 17 % sur le département), 21 % du secteur de l'industrie, 10 % du secteur de la construction, 33 % de celui du commerce et des services et 12 % du secteur de l'administration et de la santé.

## Culture locale et patrimoine

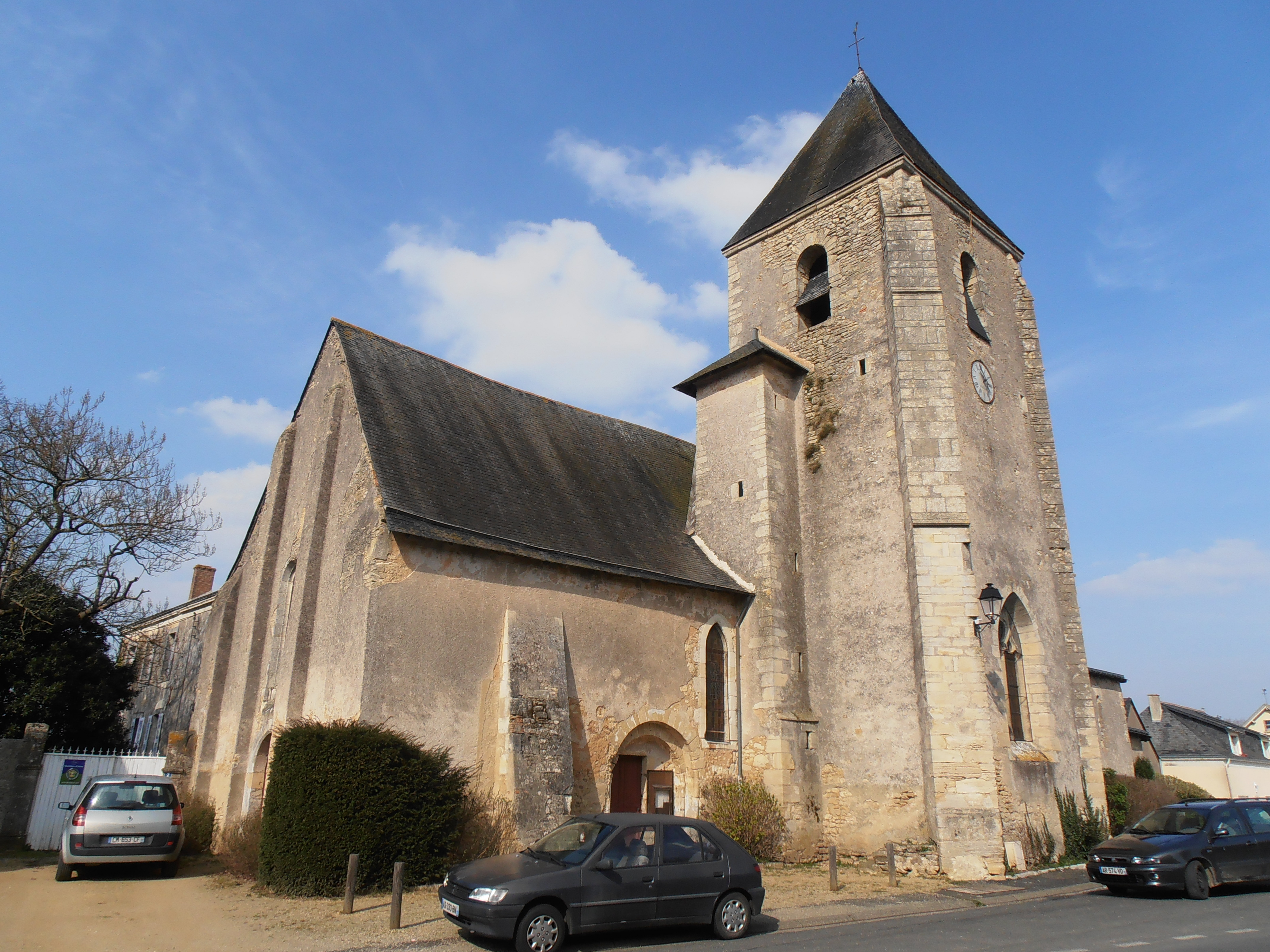
L'église Saint-Jean-Baptiste.

### Lieux et monuments
Patrimoine architectural à l'Inventaire général du patrimoine culturel :
- Croix de chemin, chemin vicinal de Portal à Lézigné ;
- Croix de cimetière ;
- Église Saint-Jean-Baptiste, du XIXe siècle ;
- Moulin à eau dit moulin d'Ignerelle, de la fin du XIXe siècle.

### Personnalités liées à la commune
- Patrice Chéreau (1944-2013), metteur en scène français, y est né[15]. Une rue porte son nom.